# Preben B. Søborg
Preben Benny Søborg (født 21. april 1943, død 11. november 2013 i Hvidovre) var en dansk sportspressefotograf.
Preben B. Søborg var uddannet på Den Grafiske Højskole som designer. Han kombinerede dette med sportsfotografering og gik freelance 1972 med badminton og atletik som speciale.
Hans første store mesterskab som fotograf var OL 1972 i München og han var fast fotograf på de store arenaer de næste 40 år. Vægtløftning havde også en særlig plads hos ham, og gennem årene leverede han en lang række billeder til Dansk Vægtløftnings-Forbunds hjemmeside og forbundsblad. Han var også aktiv i PR-udvalget for Dansk Vægtløftnings-Forbund. Mange andre idrætsgrene nød også godt af hans arbejde, idet hans firma Sports Foto ApS i tidens løb leverede mange fotos til Danmarks Idrætsforbund (DIF). Søborg arbejdede også i en årrække for DIF som grafiker og layoutmand på månedsbladet Idrætsliv samt DIF's årbøger.
Hans mest kendte billeder er fotos af to badmintonspillere, som begge ifølge enkelte kilder gav ham udmærkelsen Årets Pressefoto i Danmark, Ingen af disse fotos figurerer dog i den liste (med billeder), som Pressefotografforbundet har på sit website. Et fint reportagebillede viser Morten Frost, som frit svævende strækker sig efter matchbolden under All England finalen 1984, og på det andet ses Poul Erik Høyer der river sin trøje i stykker efter sejren i semifinalen ved OL i 1996. Høyer og Søborg havde aftalt, at denne skulle stå ved et bestemt hjørne af banen, og så ville Høyer lave sit stunt dér. Denne planlagte eller redigerede virkelighed blev grundlaget for det ofte viste billede.[kilde mangler]
Som aktiv atletikudøver var Preben B. Søborg en habil spyd- og hammerkaster, og vandt tre gange Danmarksturneringen med Holte IF. Han var ligeledes formand for klubben i en række år. Han var også en periode medlem i Københavns IF.
Preben B. Søborg var gift to gange, først med Lene Søborg og senere med højdespringeren Birgitte Kulas Kristensen (1960-2012). I begge ægteskaber fødtes to børn.
Han er begravet på Frederiksberg Ældre Kirkegård.

## Danske mesterskaber
- 1985  Guld Danmarksturneringen
- 1983  Guld Danmarksturneringen
- 1978  Guld Danmarksturneringen